# Moindzaza Mboini
Moindzaza Mboini (en arabe مونزازمبوان), ou Mwandze hazaa ha Mbwani en grand comorien, est une ville côtière, en Grande Comore, établie au sud de Bamɓao ya Mboini, à 8,8 km de  Moroni, capitale fédérale de l'Union des Comores.
Moindzaza Mboini, d'une superficie de 2,84 km2, compte 2 837 habitants en 2017. Elle est la deuxième ville la plus peuplée des cinq localités de la commune de Bamɓao ya Mboini, derrière la ville d'Iconi. Elle est administrativement rattachée à  cette commune, circonscription située à Ngazidja, dans la préfecture de Moroni-Bamɓao.

## Histoire

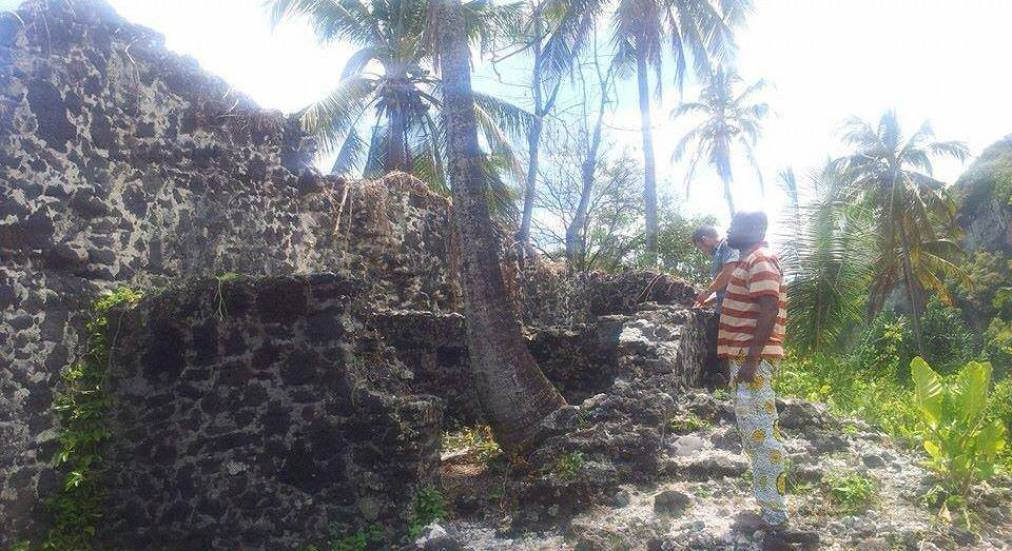
Ancienne mosquée au XVIIIe siècle au bord de la mer à Moindzaza Mboini.

L'histoire de Moindzaza Mboini remonte autour de l'an 1300 lorsque la lignée feɗezi, une dynastie royale en provenance d'Itsinkouɗi ya Washili, scrutant un milieu géographique paisible en fuyant les petites guerres internes de pouvoir, fonda Moindzaza Mboini, au sud de la Grande Comore. Avant de prendre le nom de Moindzaza Mboini, appellation issue de la naissance, localisée très basse sur la carte géographique, du premier enfant de Moindzé Ouma, la lignée feɗezi s'était préalablement installée, sur la désignation du coq, au nord-est de la ville, à Dari-dju-Samɓa, à Ha-nɗa-wa-nɗa-wa, un endroit naturellement humide et gorgé d'espèces de plantes variées, très convoités. Toutefois, après cinq années durant, les feɗezi, premiers habitants de Moindzaza Mboini, élisaient domicile au sud de la ville, en construisant leur palais à Dzinɗani.
Depuis, avec l'arrivée des Bantous et Perses, la ville s'organise selon un système social et politique inspiré de ceux-ci. Les Mafé, chefs de villages dirigeant ceux-ci, ensuite les Bedja et le sultanat substituant les Mafé et Bedja à la tête des villages.

### Le règne des pirusa, de Bamɓao à Moindzaza Mboini, au 16ème siècle.
A cette époque le pouvoir monarchique était détenu par les rois. Celui de Bamɓao, Inya Pirusa avait 6 vizirs répartis en 5 à Moroni, dont les Inya fédjimɓa à Moindzaza Mboini, symbole d'union,  de paix ɗar-es-salam, commerce et de prestige coutumier, et 1 à Iconi, Inya feɗezi divisé en 2 familles, dont Inya Musa Mwinyi Nguzo à Moindzaza Mboini, symbole de pouvoir, de force mais aussi de propriétaire terrien. Des terrains de Ha-nɗa-wa-nɗa-wa, dans les parages de Moindzaza Djoumbé, Séléa Bamɓao, dont il entretenait de plein droit, aux terrains de Dzindani, la visibilité de son champs d'activité, dans son règne, était incontestable.

### La ville à Kafuni et ses plantations sous la colonisation, au 19ème siècle
Les plantations coloniales aux Comores débutaient en 1841. Pour Moindzaza Mboini, celles-ci connaissaient une attention particulière vers les années 1885 et 1886 dans les vastes champs de Kafuni s'étendant vers Ha-nɗa-wa-nɗa-wa, une des propriétés de la ville. Le traité cosigné le 5 octobre 1885 par le sultan de Bamɓao et de Ngazidja, Said Ali Bin Said Omar, et Léon Humblot, alors chargé de mission botaniste à Ngazidja par le Ministère de l'agriculture français, offrait l'occasion au colon de s'emparer des terres pour une infime redevance de 10% d'intérêt, tout en profitant également de la situation des 12 sultanats en proie à des déchirements et rivalités locales. La réduction progressive puis la substitution du sultanat par les Résidents dans les protectorats paraissaient inévitables. À cette époque aussi, la représentation de la région de Bambao était assurée par le colon Hector Rivière, alors député élu de cette région. Kafuni, alors, disposait d'une terre humide, fertile et une température idéale de 30°C avec des conditions climatiques locales intéressantes. Les colons ou les résidents s'appropriant ces terres y faisaient travailler les habitants de la ville en tant qu'«engagés volontaires», donc une main-d'œuvre pas coûteuse. Ils commençaient à remplacer les arbres par les cultures de rente : cocotier pour l'exportation du coprah, le vanillier pour la vanille parfumée, le cananga odorata ou ylang-ylang pour l'huile essentielle de ses fleurs.
L'exploitation était d'abord basée sur la culture de la framboise, de girofle et de la canne à sucre. Cependant, vers la fin du 20ème siècle, toutes ces cultures dégringolaient, par manque d'entretien et d'exploitation. Les traces étaient visibles à la veille de la décolonisation, vers 1970, et au lendemain de l'indépendance aux Comores, en 1975.
Vers la fin du 20ème siècle, les cultures vivrières remplaçaient les cultures de rente : manioc, banane, igname, patate douce etc.

### Mythe et légende
Entre les abords de Sirimbuɗu et la mer se trouvent les traces d'un vieux bâtiment semi-légendaire aux allures effrayantes. Un bref regard posé sur ce vieil immeuble vous plonge déjà dans les secrets et mystères les plus profonds de ce bâtiment à l'abandon, regorgeant potentiellement d'histoires et légendes suscitant ainsi la curiosité de tout visiteur.
Il vivait, dans cet endroit, au 18ème siècle, Djamu-wa-Mfumtsanu, fille de Mlanao Mna Aziri, sultan de Bamɓao et de Mmadjamu wa Mɗombozi, parents du sultan et premier poète comorien Mɓae Trambwe. Elle était une femme de petite taille, mince, avec des cheveux crépus, de grands yeux rouges et de longs pieds hors normes, souvent vêtue en noir, expliquaient ainsi la plupart des vieillards notables de la ville sous l'arbre de N.N, Nkopve-Nkuhuru. Ils admettaient, en majorité, l'existence d'une femme réelle, bien visible, qui n'était ni un être de fiction ni un être de légende. La présence d'une mosquée, pour effectuer ses prières, à 100m de son domicile, en ruine, d'un point d'eau, pour ses toilettes et pour étancher sa soif, à 30m, ajoutée à ces deux preuves sa filiation parentale, autant d'indices confirmant l'existence physique de cette dame dans ce lieu obscur. ils affirmaient aussi qu'elle effectuait des voyages à travers les Îles, pour visiter ses familles, ses amies, telle que Djumɓe Fatima et passer quelques beaux temps au bord de la mer, pour écouter le bruit des vagues, le flottement des pirogues, qu'elle aimait tant ou pour se promener quelques fois le long du rivage.
Cependant, d'autres générations de notables plus jeunes, réunis dans leurs assemblées, évoquaient plutôt l'existence d'un être inapparent. Djamu-wa-Mfumtsanu, depuis qu'elle avait bravé l'interdiction de sortir le mercredi soir, changeait de formes, en devenant imperceptible. Aussi surprenant soit-il, ses échanges, ses communications avec l'extérieur s'établissaient désormais différemment, en présence d'un médiateur satanique, ou un négociateur de diables. La mauvaise réputation de ce lieu retentissait partout. Les habitants s'inquiétaient. Des scènes d'horreur se multipliaient, des cris réguliers des possédés s'entendaient des quatre coins de la ville au milieu des nuits «réveillez-vous, réveillez-vous, réveillez-vous, la ville est en danger, purifiez-la et protégez ses habitants !» Le lendemain, de peur d'encourir de malédiction et de malheur, le chef des chefs ordonnait immédiatement l'immolation des gros animaux.
C'est pour cela que les enfants de la ville, à chaque fois qu'ils se promenaient dans les environs de Sirimbuɗu, semblaient entendre des cris, parfois des gémissements ou des pleurs. Ceci restait ancré dans l'imaginaire collectif. Ils évitaient d'y aller dans les alentours de midi. Car c'est un moment à haut risque. Djamu-wa-Mfumtsanu sortait à midi lorsque les rayons du soleil tapaient le plus fort sur les têtes. Et elle se préparait les mardis pour sortir les mercredis loin des côtes de la ville. C'est pour cela aussi que les pêcheurs restaient chez eux la veille, de peur de la perturber dans sa préparation et partant l'énerver.

### Légende
Selon un récit populaire traditionnel, Msiru wa Mnambwani, à Moindzaza Mboini, serait un lieu habité par des djinns. Un site sacré, un plan d'eau, limpide, « que nul ne s'est hasardé à tremper un bout de bras ou de pied. Ce serait provoquer les habitants » de ce lac.
Aussi dans cette localité existait un arbre géant appelé Mri mhu, d'environ 10 mètres de long et 5 mètres de large avec un tronc spectaculaire. Cet arbre fétiche  ressemblant au baobab en Afrique, se trouvait dans les parages du nouveau quartier Sana-Riadhi. Il était un emblème pour certaines catégories sociales de la ville. Sous cet arbre de vie, de prière et cérémonie, elles venaient sacrifier des animaux, y effectuer des offrandes pour leurs dieux, afin d'apaiser leur colère, leur demander certaines faveurs ou la réalisation de leurs vœux. Cet espace et son arbre sacré, jadis associés aux pratiques issues des religions traditionnelles africaines, sont remplacés dorénavant par d'autres pratiques monothéistes. Une mosquée antidjine y est construite en 2013.

### Organisation sociale et politique
Moindzaza-Mboini, s'organise comme suit : 
Le maire (Comité local), il est chargé de la gestion de la commune, son budget (recettes et dépenses), dispose de la décision d'investir, du pouvoir de nommer ses membres et est garant de l'unité de la ville, sa sécurité et son ouverture.
Le chef de village, il est le représentant de l'autorité administrative locale et membre du conseil municipal (collabore étroitement avec le maire).
Les wandrwadzima sont les « hommes accomplis » réalisant les différents échelons jusqu'au grand mariage. Ils acquièrent le droit de prendre la parole dans les assemblées traditionnelles.
Les wafomamdji, ou « rois de la ville », sont les puissants qui détiennent le pouvoir, lequel le partagent désormais avec le maire.
Les wanamdji se constituent des jeunes répartis dans les deux associations de la ville : BB-JAZZ et Nour-El-Watoine.

## Géographie

### Situation et composition de la ville
Moindzaza Mboini se situe à Bamɓao ya Mboini, à 8,8 km au sud de Moroni et à 31 km de l'Aéroport international Moroni Prince Saïd Ibrahim, dans l'île de la Grande Comore. Il est exposé aux risques de la montée des eaux. La ville est environnée de Bamɓao ya Djou au nord, Bamɓao ya Hari au centre ouest et de Salimani, village de la préfecture de Hamɓou au sud-ouest. Les villages partageant les frontières terrestres sont Ndrouani, à 1,09 km, dans le Bambao ya Mboini, Moindzaza Djoumbé, à 3,08 km, dans le Bamɓao ya hari et Salimani à 4,7 km, dans le Ntsinimoipanga, préfecture de Hamɓou.
La ville de Moindzaza Mboini se caractérise par ses sites archéologiques, sa forêt, ses plages et ses deux montagnes. La première, Djongoni, offre une vue sur la mer, les  différentes petites plages, le plan de la ville en bord de mer et sur les villages limitrophes, Ndrouani et Mɓachilé. Au sommet de la montagne, l'opérateur Comores Télécom, Huri, implante ses installations de télécommunications. Au sommet de la seconde montagne, dite Mlimani, l'opérateur Telma installe ses réseaux.

## Topographie

### Quartiers
La ville se compose de plusieurs quartiers classés ici selon leur ancienneté : 
☆ Mrambwani, un des plus anciens quartiers, situé au sud de la ville, peuplé pour la plupart d'une communauté de pêcheurs traditionnels.
☆ Dzinɗani-Budju, situé aussi au sud, il figure parmi les plus historiques qui symbolisent la ville.

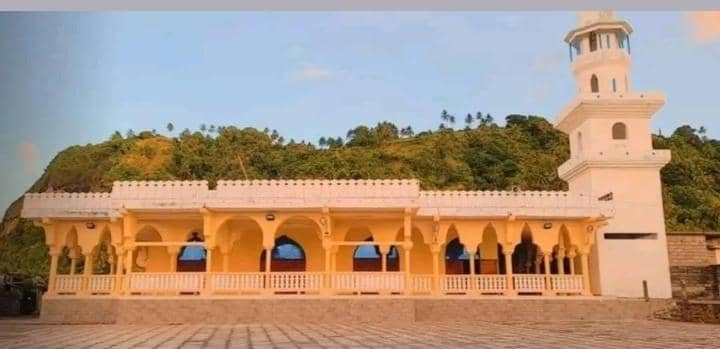
Grande mosquée du vendredi, مسجد النهضة, à 8 m d'Igadju/Ben Omar A.A.

☆ Igadju-Saɗani, où se trouvent la grande mosquée du vendredi (Masdjidi Nahdha, مسجد النهضة), le C.F.I, centre de formation islamique, فجر الإسلام (Fadjri l'islam), la P.P Bangweni, ancienne place publique où se pensaient et se réalisaient toutes les activités de la ville, et l'ancienne bibliothèque.
☆ Mradju est le quartier accueillant l'un des endroits les plus importants de Moindzaza Mboini, Funimwamdji, devenu, au fil du temps, l'une des premières places de décontraction de la ville, renommée Turubini pour Tribune, fréquentée par les jeunes. C'est désormais un carrefour où l'on vient pour se relaxer, échanger et observer. Mradjuu accueille aussi le C.L.M, comité local de Moindzaza Mboini, en mairie décentralisée.
☆ Pareni-Djiniɓadju, quartier-route menant vers le FC de l'association Nour-El-Watoine, vers la troisième place de relaxation, de partage, de rencontre et d'échange près des petites plages de la ville et vers la mer.
☆ Hantsandzi, la route secondaire de la ville débute dans ce quartier. Elle traverse Kuweti et les établissements scolaires de la ville pour rejoindre la route principale qui mène vers Sana-Riadhi. De petites ruelles prennent origine dans ce quartier. Le FC de l'association de BB-JAZZ s'y installe.
☆ Kuweti, les établissements scolaires, élémentaires publics sont construits dans ce quartier, au nord-ouest de la ville. Les jeunes du quartier y réaménagent leur espace de décompression et de rencontre. Ils y viennent en fin d'après-midi pour de multiples raisons : soulager les tensions de la journée aux champs, à la mer (pêche) ou au bureau, ou pour lire un livre ou lire son journal. Les jeunes et adultes s'y rendent aussi pour jouer toutes sortes de jeux de société, de la fin d'après-midi au coucher de soleil. Le soir tombé, cet espace ludique fait place aux histoires en pleine lune. Les conteurs de la place l'envahissent. Autour d'eux l'enchantement de l'auditoire qui en redemande de plus belle.
À Kuweti, il s'y trouve la banque Sanduk Al Ihsan dont les actionnaires principaux sont de la ville.
☆ Ambasaderi, une petite subdivision, à l'ouest de la ville, regroupant quelques habitants comportant, une certaine unité familiale.

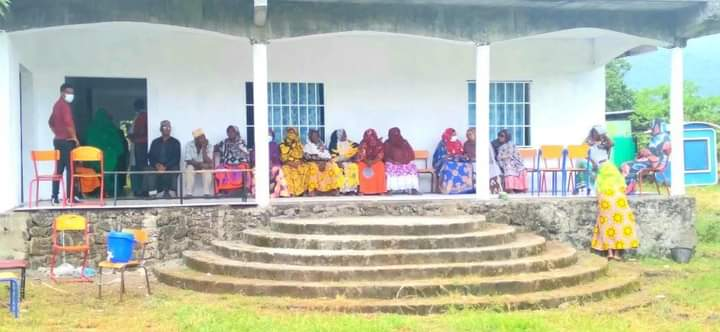
Dispensaire à Sana-Riadhi.

☆ Sana-Riadhi est situé au nord-est de la ville. Il est un quartier groupé, abritant le dispensaire et hébergeant le stade Riadhi olympique de l'équipe professionnelle locale. C'est un quartier qui se trouve à 1,3 km de Ndrouani se situant à l'ouest et à 8,3 km du stade omnisports de Malouzini.
☆ Vietinamu-Mtsaleni ou Muzidalifa par le Cheikh, le professeur SAÏD MOHAMED Moustoifa, ce quartier est en construction. Il se trouve au nord-est de la ville. Ce quartier groupé dispose de leur espace dédié aux jeux de société, Mraha et dominos.
☆ Bona, un nouveau quartier, une croisée où se prolongent et se coupent plusieurs rues, conduisant vers plusieurs quartiers de la ville et vers la route principale.
☆ Mramani, un quartier en pleine expansion, situé au nord-est, pas loin du terrain de football de l'équipe locale.
☆ Badjanani, appelé naguère Banihe, est un quartier également récent, au nord-est de la ville. De nouveaux bâtiments viennent de voir le jour, changeant ainsi le paysage immobilier du quartier.

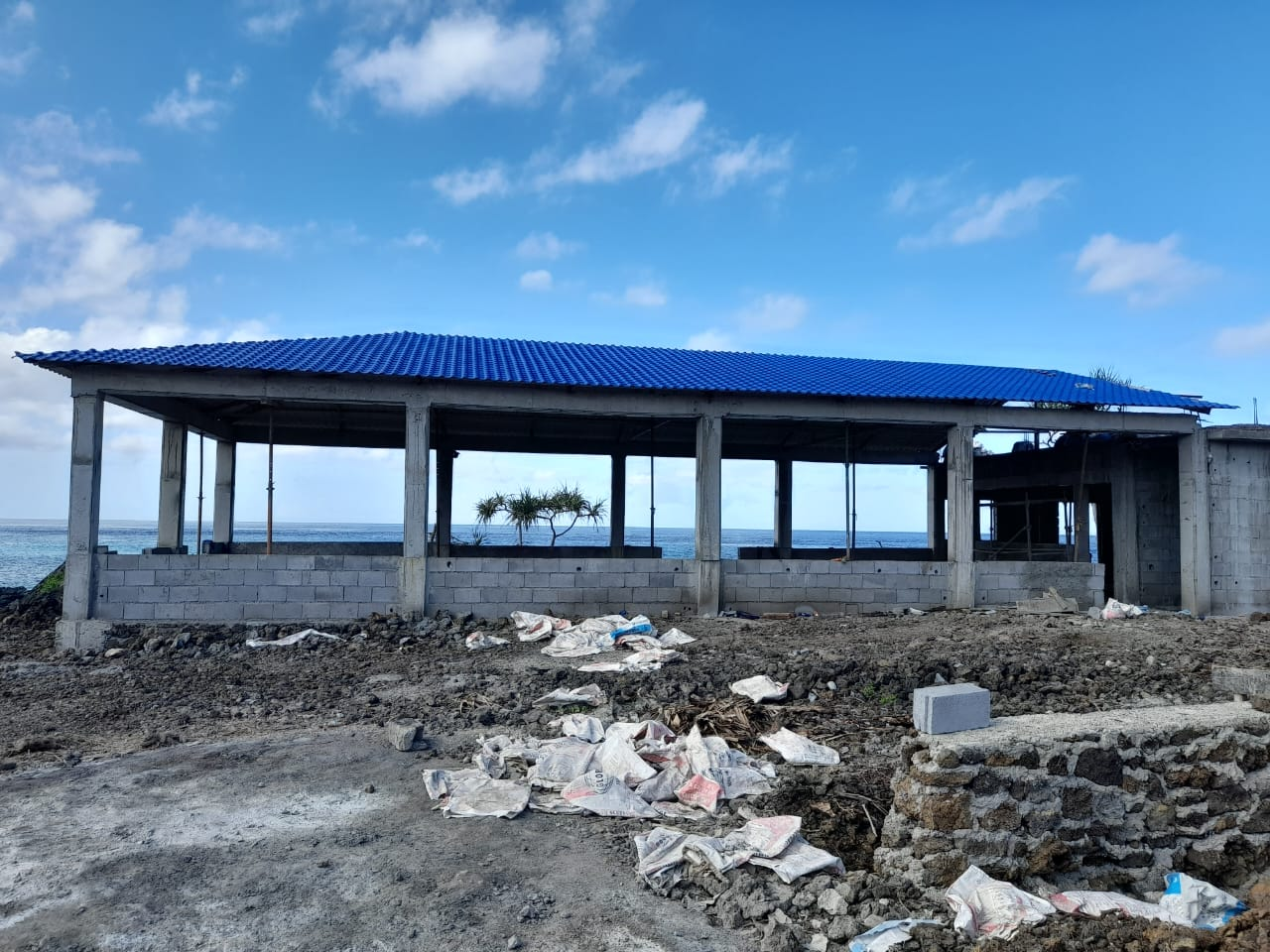
Poste de gendarmerie en construction, garde-côtes, à Itsangashema, Moindzaza Mboini

☆ Itsangashema, le nouvel eldorado où pourraient se concentrer les nouveaux besoins de l'ère moderne : fraîcheur, espace, nature. La route de quartier mène vers Uraleni (la forêt), Msihe, Ha-nɗa-wa-nɗa-wa, Dari-dju-Samɓa à Samɓa, se dirige vers les localités voisines, Moindzaza Djoumɓé, Séléa et Salimani, traverse la Mosquée antidjine et débouche sur Sana-Riadhi. On trouve, dans ce quartier, la nouvelle plage et le nouveau poste de gendarmerie implanté ici pour la surveillance et la sécurisation des lieux et surtout des côtes.

## Bibliothèque municipale
La première bibliothèque municipale, lieu de savoir et de culture de la ville, a été créée en 1989. Elle est actuellement en ruine. Son fonds était varié. On y trouvait notamment des documentaires, fictions et usuels.

## Enseignement
Moindzaza Mboini compte six établissements d'enseignement coranique, héritage de la colonisation islamique : école de Bacar Hassane, école de Bacar, école d'Akoub, école d'Anlia Said Nassur, école d'Abdou Ali Bacar, école de Sedo Mbélizi et un C.F.I, centre de formation islamique, Fadjri l'islam, situé à vingt mètres de la Grande Mosquée du vendredi, accueillant tout public.
L'enfant est inscrit, dès l'âge de trois ans, dans ce système d'enseignement religieux dit palashiyo, situé dans son secteur, où il apprendra le coran, l'éducation civique et sociale et certaines bases de l'islam, du vivre ensemble et de la paix. L'enseignement et l'apprentissage du coran se poursuivent dans les 12 mosquées que totalise la ville de Moindzaza Mboini. À six ans, il s'inscrira à l'école française.
Moindzaza Mboini, depuis 1970, dispose de cinq établissements scolaires, élémentaires et publics, un système d'éducation et d'enseignement français qui va du C.P au C.M.2.

## Transport scolaire
La ville de Moindzaza Mboini contribue à la scolarisation des enfants. Des bus scolaires, à tarifs réduits pour les usagers de la ville, desservent les établissements scolaires locaux et ceux de Ndrouani, Vouvouni jusqu'à Moroni. Les tarifs proposés par la commune vont de 150 à 250 francs comoriens, selon le niveau de scolarité de l'élève, pour un aller simple, prix équivalents à 30 et 50 centimes d'euros.
Un second bus, fait-tout, est réservé aux sorties scolaires et culturelles. Les notables l'utilisent lors des invitations par leurs homologues notables des villes et villages de Ngazidja.

## Propreté au quotidien
La ville de Moindzaza Mboini s'est dotée d'un plan de prévention pour l'élimination des ordures et s'est équipée de deux camionnettes tricycles luttant contre les déchets ménagers et pour la propreté des rues. Moindzaza Mboini, ville propre, est inaugurée le 20 septembre 2023 au foyer de Nour-El-Watoine, en présence du C.L.M, le maire de Bamɓao ya mboini, la notabilité et la jeunesse.

## Hydrographie

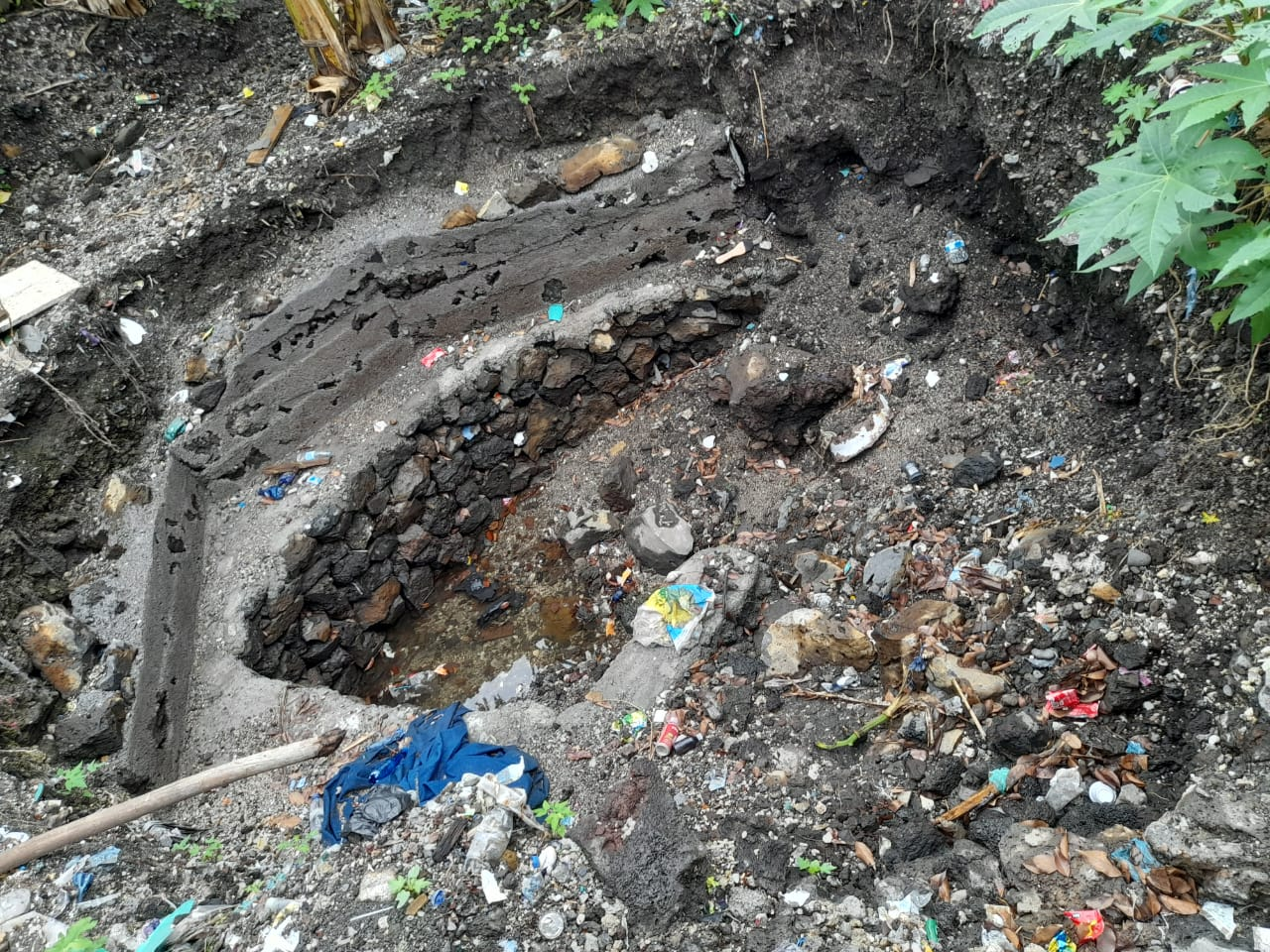
Hydronyme d'Idziwa sha madji ya heyao no siha, montée et descente d'eau, Sadani-Igadju.

On peut trouver au centre et aux alentours de Moindzaza Mboini, ville située en bord de mer, des éléments naturels, qui deviennent progressivement des coins de baignades, des points d'eau pour la vaisselle et lessive, logiquement affectés par le phénomène de la montée et descente des eaux des mers et océans, comme ces hydronymes de Konkoni, empruntant son nom à la Radio locale en ligne, et de Isimani (Idziwa sha madji ya fumbu) à proximité de l'ancienne place publique. Mais aussi on peut y rencontrer un cours d'eau coulant le long de la montagne (Ngu ya Moindzaza Mboini à Djivani). C'est une eau que l'on peut naturellement boire sans danger. Les éleveurs y ramènent régulièrement leurs bestiaux pour s'hydrater. Dans plusieurs emplacements où sont construites les mosquées des quartiers, peuvent aussi s'y trouver des points d'eau utilisables pour accomplir ses ablutions, avec laquelle on peut également se baigner bien avant les horaires de prière. C'est une eau légèrement salée mais que l'on peut boire sans doute.

## Illustrations

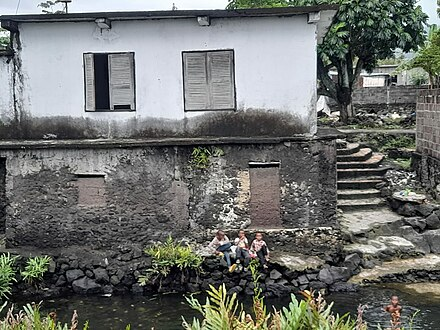
Coin d'eau Msihiri wa Haɓuɓe, Pareni

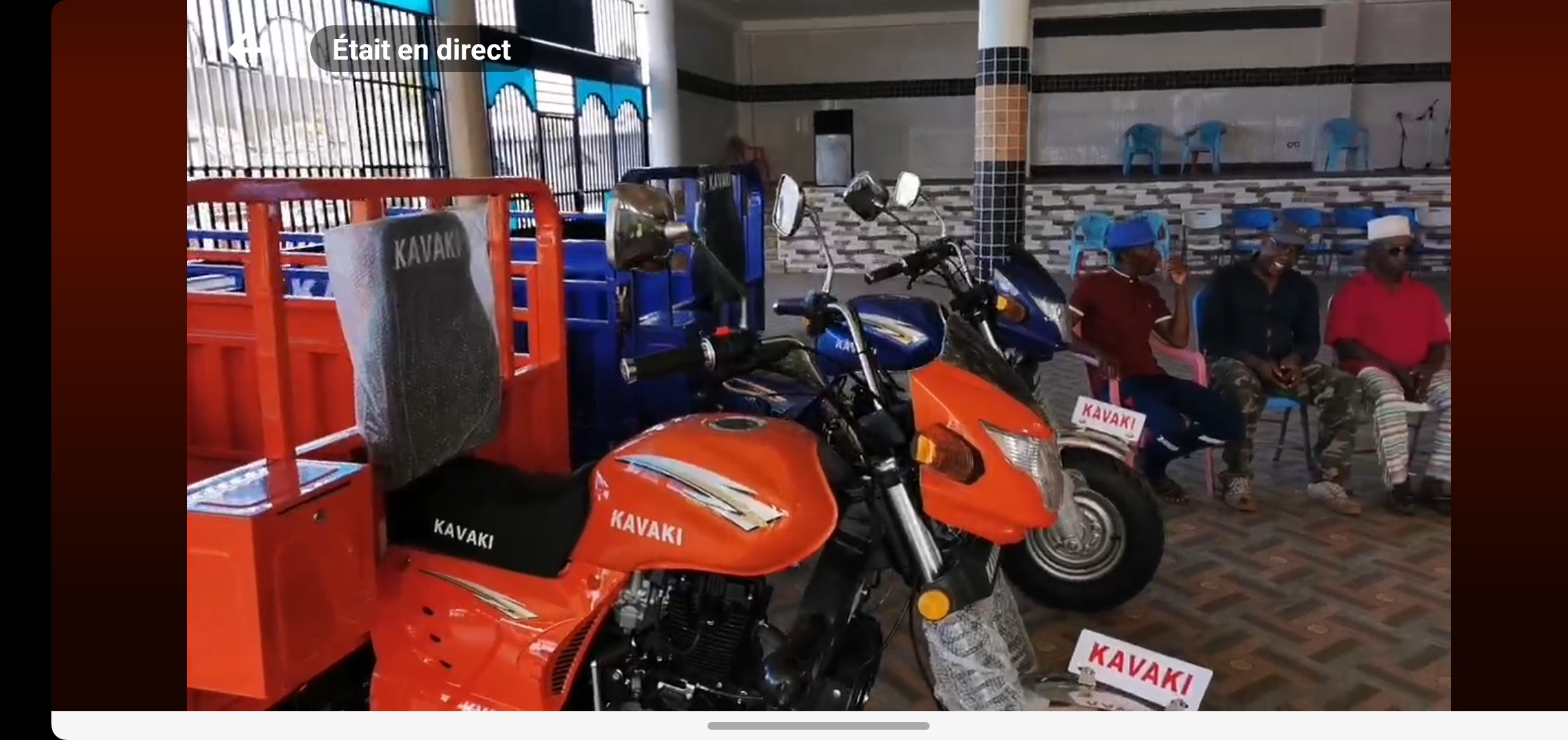
Deux camionnettes tricycles pour la lutte contre les déchets ménagers

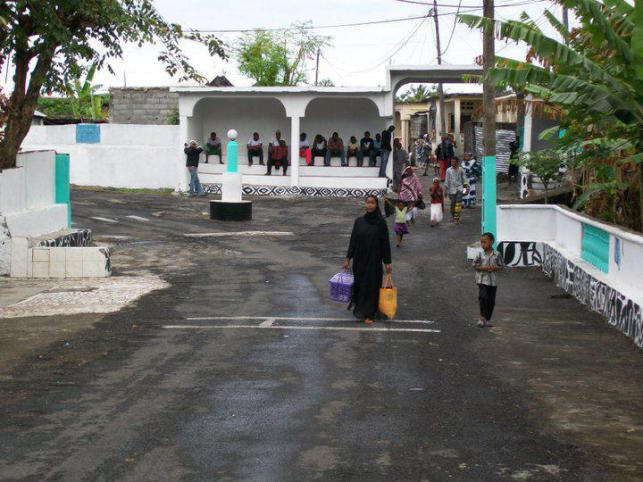
Place de détente, Fumwamdji, Mradjuu

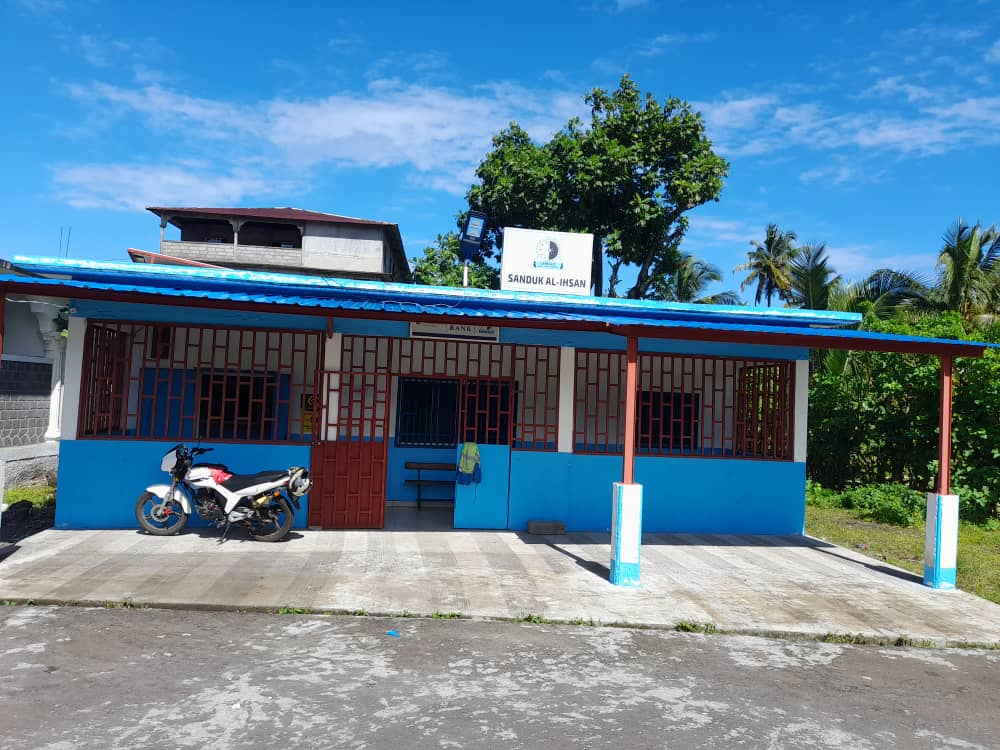
Banque, Sanduk Al Ihsan

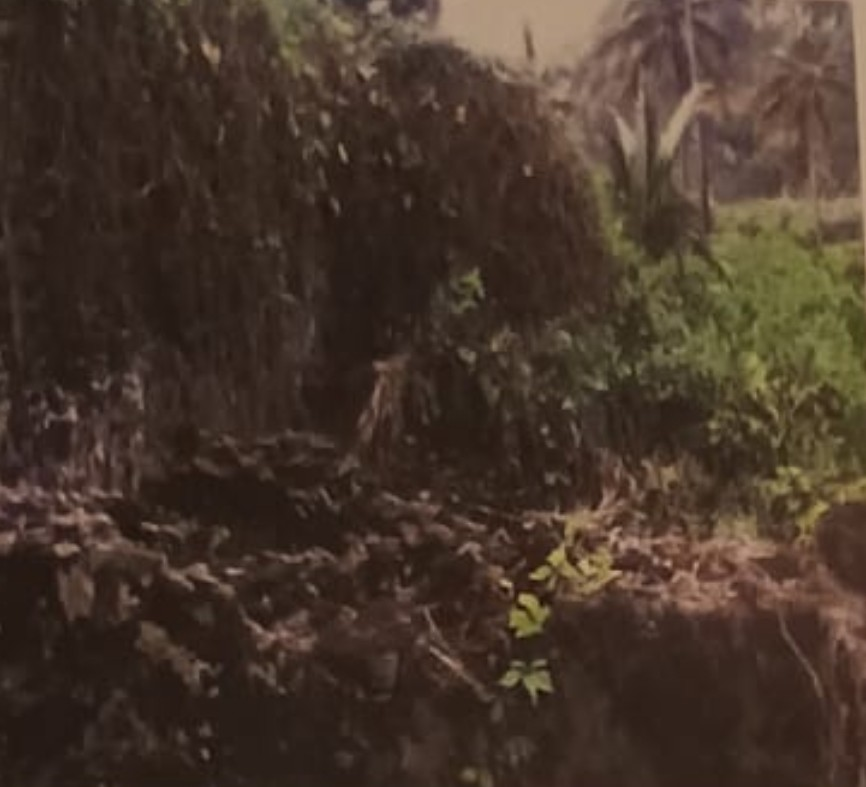
Maison en ruine de Djamu-wa-Mfumtsanu, à Moindzaza Mboini, au 18ème siècle, près du bord de la mer.

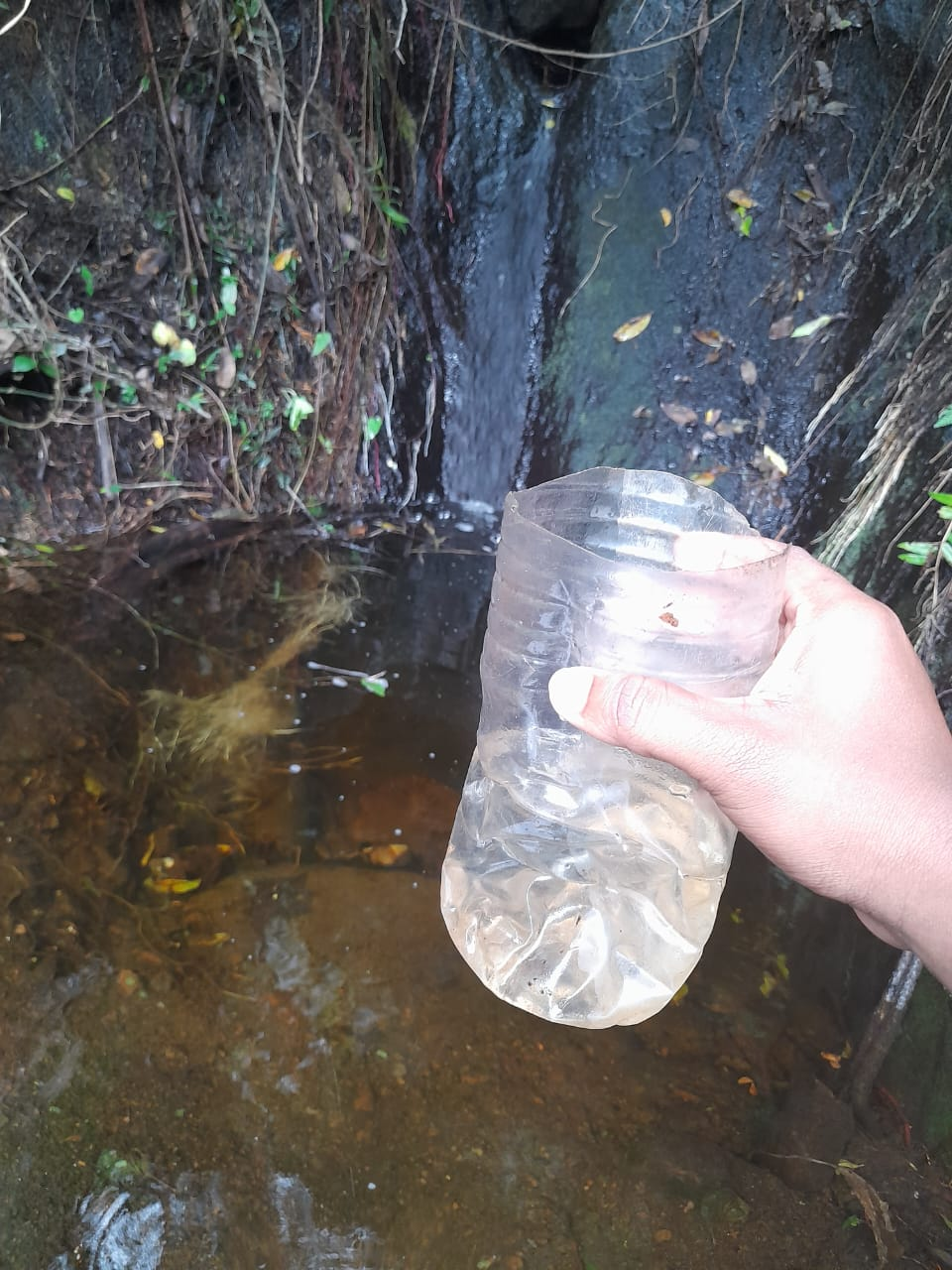
Cours d'eau coulant le long de la montagne Djongoni à Djivani, Moindzaza